# رحلات داوتي في الجزيرة العربية (كتاب)
رحلات داوتي في الجزيرة العربية كتاب للمؤلف الرحالة الإنجليزي تشارلز داوتي (1843–1926م) كتبه بعد أن سافر في الشرق الأوسط وقضى بعض الوقت في العيش مع البدو خلال سبعينيات القرن التاسع عشر. وصف روري ستيوارت الكتاب بأنه "سجل فريد لقطعة من التاريخ الضائع. قام بترجمته للغة العربية عدنان حسن.